# Chiloquin
Chiloquin es una ciudad ubicada en el condado de Klamath en el estado estadounidense de Oregón. En el año 2000 tenía una población de 716 habitantes y una densidad poblacional de 345 personas por km².

## Geografía
Chiloquin se encuentra ubicada en las coordenadas 42°34′30″N 121°51′51″O / 42.57500, -121.86417.

## Demografía
Según la Oficina del Censo en 2000 los ingresos medios por hogar en la localidad eran de $20,688 y los ingresos medios por familia eran $21,250. Los hombres tenían unos ingresos medios de $29,167 frente a los $18,750 para las mujeres. La renta per cápita para la localidad era de $9,604. Alrededor del 31.2% de la población estaban por debajo del umbral de pobreza.